# Orfeu în infern (film)
Orfeu în infern (The Fugitive Kind) este un film american din 1959. Relația dintre un muzician și o femeie căsătorită eșuează datorită unei societăți intolerante. Filmul este o transpunere relativ fidelă a piesei de teatru a lui Williams.

## Date
- Regie: Sidney Lumet.

Producție: Martin Jurow, Richard Shepherd, D. A. Pennebaker.
Scenariu: Tennessee Williams și Meade Roberts după piesa Orpheus Descending de Williams.
Distribuție: Marlon Brando (Valentine 'Snakeskin' Xavier), Anna Magnani (Lady Torrance), Joanne Woodward (Carol Cutrere), Maureen Stapleton (Vee Talbot), Victor Jory (Jabe M. Torrance).
Muzică: Kenyon Hopkins.
Imagine: Boris Kaufman.
Montaj: Carl Lerner.
Durată: 121 min.

## Legături externe
- Orfeu în infern la Internet Movie Database
- The Fugitive Kind la Allmovie
- Orfeu în infern (film) la TCM Movie Database